# Judith Anna Roberts
Judith Anna Roberts (Nova Iorque, 30 de novembro de 1934) é uma atriz estadunidense, que se tornou conhecida por interpretar Mary Shaw em Dead Silence (2007), de James Wan, e Taslitz, em Orange Is the New Black.
Seu primeiro trabalho no cinema foi em Eraserhead (1977), filme de David Lynch no qual faz uma participação. Além disso, foi condecorada em 2014 com o Prémio Screen Actors Guild para melhor elenco em série de comédia.

## Filmografia
| Ano  | Título                       | Papel             |
| ---- | ---------------------------- | ----------------- |
| 1971 | Minnie and Moskowitz         | Esposa            |
| 1975 | The Swinging Barmaids        | Sally             |
| 1976 | Nashville Girl               | Fran              |
| 1976 | The Student Body             | Mrs. Blalock      |
| 1977 | Eraserhead                   |                   |
| 1979 | The Late Great Planet Earth  | Whore of Babylon  |
| 1980 | Stardust Memories            | Cantora           |
| 1983 | Remington Steele             | Rina Casselas     |
| 1983 | Trapper John, M.D.           | Olivia Chapman    |
| 1984 | Silent Night, Deadly Night   | Madre Superiora   |
| 1991 | Law & Order                  | Harriet Dutton    |
| 1992 | Mac                          | Mulher no ônibus  |
| 1994 | Mother's Boys                | Narradora         |
| 1998 | Three Below Zero             | Nora Littman      |
| 2000 | Fast Food Fast Women         | Mãe de Bella      |
| 2000 | Law & Order                  | Judge Schepps     |
| 2003 | Law & Order: Criminal Intent | Nan Turner        |
| 2006 | Faceless                     | Marge Garacci     |
| 2007 | Dead Silence                 | Mary Shaw         |
| 2007 | Death Sentence               | Judge Shaw        |
| 2007 | The Nanny Diaries            | Milicent          |
| 2008 | Choke                        |                   |
| 2008 | New Amsterdam                | Julia             |
| 2010 | The Aspern Papers            | Juliana Bordereau |
| 2011 | The Deteriorationists        | Margaret          |
| 2012 | Fred Won't Move Out          | Susan             |
| 2013 | My Day                       | Mãe               |
| 2011 | The Heart, She Holler        | Meemaw            |
| 2014 | Orange Is the New Black      | Taslitz           |
| 2015 | Last Words                   | Miss Larson       |
| 2016 | 2 Broke Girls                | Astrid            |